# Kurasove, Bilopillea
Kurasove (în ucraineană Курасове) este un sat în comuna Verhosulka din raionul Bilopillea, regiunea Sumî, Ucraina.

## Demografie
Componența lingvistică a localității Kurasove
     Ucraineană (96,7%)
     Rusă (3,3%)
Conform recensământului din 2001, majoritatea populației localității Kurasove era vorbitoare de ucraineană (96,7%), existând în minoritate și vorbitori de rusă (3,3%).